# اکسل تووه
اکسل تووه (انگلیسی: Axel Thue؛ زاده ۱۹ فوریهٔ ۱۸۶۳ درگذشته ۷ مارس ۱۹۲۲) یک دانشمند در زمینه نظریه اعداد اهل نروژ بود.